# Федерална република
Федералната република е форма на държавно устройство, при която самата държава има най-малко участие в това управление. Тя делегира правата и задълженията си на свои подразделения – кантони, щати, региони, префектури или с други наименования, като следи за изпълнение на някои от гласуваните от федерално равнище ангажименти.
Федералната република е най-демократичната форма на управление с най-достойна самостоятелност на отделните свои подразделения. Тук контролът на отделните подразделения на държавата е само при изпълнение на федералните ангажименти. Населението отделя минимален процент от данъка си за това.

## Съвременни държави под федерална форма на управление
- Аржентина
- Австрия
- Босна и Херцеговина
- Бразилия
- Венецуела
- Германия
- Етиопия
- Индия
- Мексико
- Непал
- Нигерия
- Пакистан
- Русия
- САЩ
- Швейцария

## Исторически държави, използвали федерална форма на управление
- Съединени провинции
- Велика Колумбия
- Федеративна република Централна Америка
- Мексико
- Конфедеративни американски щати
- Република Китай
- Планинска република
- Ваймарска република
- РСФСР
- СССР
- СФР Югославия
- Сърбия и Черна гора
- Бирма
- Индонезия
- Камерун
- Чехословакия
- Северен Кипър